# Arborimus
Az Arborimus, vagy fenyőpocok az emlősök (Mammalia) osztályának rágcsálók (Rodentia) rendjébe, ezen belül a hörcsögfélék (Cricetidae) családjába tartozó nem.

## Rendszerezés
A nembe az alábbi 3 faj tartozik:
- fehérlábú fenyőpocok (Arborimus albipes) Merriam, 1901
- hosszúfarkú fenyőpocok (Arborimus longicaudus) True, 1890 – típusfaj
- Arborimus pomo Johnson & George, 1991